# Hermann Lindt
Otto Hermann Lindt (* 9. Februar 1872 in Bern; † 21. Oktober 1937 ebenda; heimatberechtigt in Bern) war ein Schweizer Politiker (Konservative, BGB).

## Leben
Lindt arbeitete von 1897 bis 1920 als Fürsprecher.
Er wurde 1904 als Vertreter der Konservativen in den Berner Stadtrat gewählt. 1909 wurde er nebenamtlicher Gemeinderat und übernahm die Baudirektion. 1920 wurde er hauptamtlicher Stadtpräsident und Leiter der Tiefbaudirektion.
Von 1909 bis 1918 gehörte er als Vertreter der Konservativen und von 1922 bis 1937 als Vertreter der BGB dem Grossen Rat des Kantons Bern an.